# Volta a Catalunya de 2006
La Volta a Catalunya 2006 és una competició ciclista que es disputà per les carreteres de Catalunya. Aquesta era la 86a edició de la Volta Ciclista a Catalunya i el vencedor final fou l'aragonès David Cañada de l'equip Saunier Duval, seguit de Santiago Botero i Christophe Moreau.
Es va repartir 10, 6 i 4 segons de bonificació pels tres primers de cada etapa, i de 3, 2 i 1 per les metes volants.
De nou, la Volta coincidia amb el Giro la qual cosa feia que no tornessin a venir les principals figures mundials del pilot. Els principals favorits abans de sortir eren el colombià Santiago Botero i Francisco Mancebo.
Es va substituir la contrarellotge per equips inicial de l'edició anterior, per una contrarellotge individual també als voltants de Salou.

## Etapes
| Etapa    | Data       | Recorregut                       | km            | Vencedor d'etapa            | Líder                   |
| Pròleg   | 15 de maig | Salou - Salou                    | 12,6 km (CRI) | Fabian Cancellara (SUI)     | Fabian Cancellara (SUI) |
| 1a etapa | 16 de maig | Cambrils - Cambrils              | 146,9 km      | Luis Pérez (ESP)            | Fabian Cancellara (SUI) |
| 2a etapa | 17 de maig | Salou - Sant Carles de la Ràpita | 160,6 km      | Thor Hushovd (NOR)          | Thor Hushovd (NOR)      |
| 3a etapa | 18 de maig | Perafort - Vallnord (AND)        | 225 km        | Carlos Castaño (ESP)        | Carlos Castaño (ESP)    |
| 4a etapa | 19 de maig | Llívia - Manlleu                 | 161,5 km      | Adolfo García Quesada (ESP) | Carlos Castaño (ESP)    |
| 5a etapa | 20 de maig | Manlleu - Lloret de Mar          | 166,4 km      | Matej Mugerli (SLO)         | David Cañada (ESP)      |
| 6a etapa | 21 de maig | Lloret de Mar - Barcelona        | 121,6 km      | Daniele Bennati (ITA)       | David Cañada (ESP)      |

### 15-05-2006: Salou, 12,6 km. (CRI)
|   | Ciclista                | Equip                          | Temps  |
| - | ----------------------- | ------------------------------ | ------ |
| 1 | Fabian Cancellara (SUI) | Team CSC                       | 14'55" |
| 2 | Vladímir Karpets (RUS)  | Caisse d'Epargne-Illes Balears | + 3"   |
| 3 | Janez Brajkovič (SLO)   | Discovery Channel              | m. t.  |

|   | Ciclista                | Equip                          | Temps  |
| - | ----------------------- | ------------------------------ | ------ |
| 1 | Fabian Cancellara (SUI) | Team CSC                       | 14'55" |
| 2 | Vladímir Karpets (RUS)  | Caisse d'Epargne-Illes Balears | + 3"   |
| 3 | Janez Brajkovič (SLO)   | Discovery Channel              | m. t.  |

### 16-05-2006: Cambrils, 146,9 km
|   | Ciclista           | Equip                          | Temps     |
| - | ------------------ | ------------------------------ | --------- |
| 1 | Luis Pérez (ESP)   | Andalucía-Paul Versan          | 3h 57'14" |
| 2 | Isaac Gálvez (ESP) | Caisse d'Epargne-Illes Balears | + 12"     |
| 3 | Thor Hushovd (NOR) | Crédit Agricole                | m. t.     |

|   | Ciclista                | Equip                          | Temps     |
| - | ----------------------- | ------------------------------ | --------- |
| 1 | Fabian Cancellara (SUI) | Team CSC                       | 4h 12'21" |
| 2 | Vladímir Karpets (RUS)  | Caisse d'Epargne-Illes Balears | + 3"      |
| 3 | Janez Brajkovič (SLO)   | Discovery Channel              | m. t.     |

### 17-05-2006: Salou-Sant Carles de la Ràpita, 160,6 km
|   | Ciclista               | Equip                  | Temps     |
| - | ---------------------- | ---------------------- | --------- |
| 1 | Thor Hushovd (NOR)     | Crédit Agricole        | 4h 16'14" |
| 2 | René Haselbacher (AUT) | Gerolsteiner           | m. t.     |
| 3 | Robert Hunter (RSA)    | Phonak Hearing Systems | m. t.     |

|   | Ciclista                | Equip                  | Temps     |
| - | ----------------------- | ---------------------- | --------- |
| 1 | Thor Hushovd (NOR)      | Crédit Agricole        | 8h 28'34" |
| 2 | Robert Hunter (RSA)     | Phonak Hearing Systems | m. t.     |
| 3 | Fabian Cancellara (SUI) | Team CSC               | + 1"      |

### 18-05-2006: Perafort-Vallnord, 225 km
|   | Ciclista                | Equip                  | Temps     |
| - | ----------------------- | ---------------------- | --------- |
| 1 | Carlos Castaño (ESP)    | Kaiku                  | 6h 03'41" |
| 2 | Christophe Moreau (FRA) | AG2R Prévoyance        | + 52"     |
| 3 | Santiago Botero (COL)   | Phonak Hearing Systems | + 1'53"   |

|   | Ciclista                | Equip                  | Temps      |
| - | ----------------------- | ---------------------- | ---------- |
| 1 | Carlos Castaño (ESP)    | Kaiku                  | 14h 32'52" |
| 2 | Santiago Botero (COL)   | Phonak Hearing Systems | + 1'18"    |
| 3 | Christophe Moreau (FRA) | AG2R Prévoyance        | + 1'24"    |

### 19-05-2006: Llívia-Manlleu, 161,5 km
|   | Ciclista                    | Equip                          | Temps     |
| - | --------------------------- | ------------------------------ | --------- |
| 1 | Adolfo García Quesada (ESP) | Andalucía-Paul Versan          | 3h 52'44" |
| 2 | David Arroyo (ESP)          | Caisse d'Epargne-Illes Balears | m. t.     |
| 3 | Eladio Jiménez (ESP)        | Comunitat Valenciana           | m. t.     |

|   | Ciclista              | Equip                  | Temps      |
| - | --------------------- | ---------------------- | ---------- |
| 1 | Carlos Castaño (ESP)  | Kaiku                  | 18h 26'31" |
| 2 | David Cañada (ESP)    | Saunier Duval-Prodir   | + 1'16"    |
| 3 | Santiago Botero (COL) | Phonak Hearing Systems | + 1'18"    |

### 20-05-2006: Manlleu-Lloret de Mar, 166,4 km
|   | Ciclista               | Equip           | Temps     |
| - | ---------------------- | --------------- | --------- |
| 1 | Matej Mugerli (SLO)    | Liquigas        | 4h 02'01" |
| 2 | Thor Hushovd (NOR)     | Crédit Agricole | + 1"      |
| 3 | Manuel Quinziato (ITA) | Liquigas        | m. t.     |

|   | Ciclista                | Equip                  | Temps      |
| - | ----------------------- | ---------------------- | ---------- |
| 1 | David Cañada (ESP)      | Saunier Duval-Prodir   | 22h 29'49" |
| 2 | Santiago Botero (COL)   | Phonak Hearing Systems | + 02"      |
| 3 | Christophe Moreau (FRA) | AG2R Prévoyance        | + 08"      |

### 21-05-2006: Lloret de Mar-Barcelona, 121,6 km
|   | Ciclista              | Equip                 | Temps     |
| - | --------------------- | --------------------- | --------- |
| 1 | Daniele Bennati (ITA) | Lampre-Fondital       | 2h 36'37" |
| 2 | Aaron Kemps (AUS)     | Liberty Seguros-Würth | m. t.     |
| 3 | Erik Zabel (GER)      | Milram                | m. t.     |

|   | Ciclista                | Equip                  | Temps      |
| - | ----------------------- | ---------------------- | ---------- |
| 1 | David Cañada (ESP)      | Saunier Duval-Prodir   | 25h 06'26" |
| 2 | Santiago Botero (COL)   | Phonak Hearing Systems | + 02"      |
| 3 | Christophe Moreau (FRA) | AG2R Prévoyance        | + 08"      |

## Classificació general
|    | Ciclista                | Equip                          | Temps      |
| -- | ----------------------- | ------------------------------ | ---------- |
| 1  | David Cañada (ESP)      | Saunier Duval-Prodir           | 25h 06'26" |
| 2  | Santiago Botero (COL)   | Phonak Hearing Systems         | + 2"       |
| 3  | Christophe Moreau (FRA) | AG2R Prévoyance                | + 8"       |
| 4  | Ryder Hesjedal(CAN)     | Phonak Hearing Systems         | + 35"      |
| 5  | Janez Brajkovič (SLO)   | Discovery Channel              | + 48"      |
| 6  | Linus Gerdemann(GER)    | T-Mobile Team                  | + 57"      |
| 7  | Francisco Mancebo (ESP) | AG2R Prévoyance                | + 1'11"    |
| 8  | Vladímir Karpets (RUS)  | Caisse d'Epargne-Illes Balears | + 1'24"    |
| 9  | Denís Ménxov (RUS)      | Rabobank                       | + 1'27"    |
| 10 | David Arroyo (ESP)      | Caisse d'Epargne-Illes Balears | + 1'35"    |

## Classificacions secundàries
|   | Ciclista                   | Equip                 | Punts    |
| - | -------------------------- | --------------------- | -------- |
| 1 | Christophe Moreau (FRA)    | AG2R Prévoyance       | 84 punts |
| 2 | José Alberto Benítez (ESP) | Saunier Duval-Prodir  | 46 punts |
| 3 | Francisco José Lara (ESP)  | Andalucía-Paul Versan | 31 punts |

|   | Ciclista               | Equip                 | Punts    |
| - | ---------------------- | --------------------- | -------- |
| 1 | Eladio Jiménez (ESP)   | Comunitat Valenciana  | 12 punts |
| 2 | Rémy Di Grégorio (FRA) | La Française des Jeux | 5 punts  |
| 3 | Stéphane Augé (FRA)    | Cofidis               | 4 punts  |

|   | Ciclista              | Equip                 | Punts    |
| - | --------------------- | --------------------- | -------- |
| 1 | Thor Hushovd (NOR)    | Crédit Agricole       | 69 punts |
| 2 | Daniele Bennati (ITA) | Lampre-Fondital       | 49 punts |
| 3 | Aaron Kemps (AUS)     | Liberty Seguros-Würth | 41 punts |

|   | Equip                          | Nacionalitat | Temps      |
| - | ------------------------------ | ------------ | ---------- |
| 1 | Phonak Hearing Systems         | Suïssa       | 75h 22'34" |
| 2 | Caisse d'Epargne-Illes Balears | Espanya      | + 21"      |
| 3 | AG2R Prévoyance                | França       | + 1'12"    |

## Progrés de les classificacions
Aquesta taula mostra el progrés de les diferents classificacions durant el desenvolupament de la prova.
| Etapa (Guanyador)                  | Classificació General | Classificació de la Muntanya | Classificació per Punts | Classificació per equips       |
| ---------------------------------- | --------------------- | ---------------------------- | ----------------------- | ------------------------------ |
| 0Etapa 1 (CRI) (Fabian Cancellara) | Fabian Cancellara     | no es repartiren punts       | Fabian Cancellara       | Team CSC                       |
| 0Etapa 2 (Luis Pérez)              | Fabian Cancellara     | José Alberto Benítez         | Fabian Cancellara       | Team CSC                       |
| 0Etapa 3 (Thor Hushovd)            | Thor Hushovd          | José Alberto Benítez         | Thor Hushovd            | Team CSC                       |
| 0Etapa 4 (Carlos Castaño)          | Carlos Castaño        | Christophe Moreau            | Thor Hushovd            | Kaiku                          |
| 0Etapa 5 (Adolfo García Quesada)   | Carlos Castaño        | Christophe Moreau            | Thor Hushovd            | Caisse d'Epargne-Illes Balears |
| 0Etapa 6 (Matej Mugerli)           | David Cañada          | Christophe Moreau            | Thor Hushovd            | Phonak Hearing Systems         |
| 0Etapa 7 (Daniele Bennati)         | David Cañada          | Christophe Moreau            | Thor Hushovd            | Phonak Hearing Systems         |